# 샐리 맨스필드

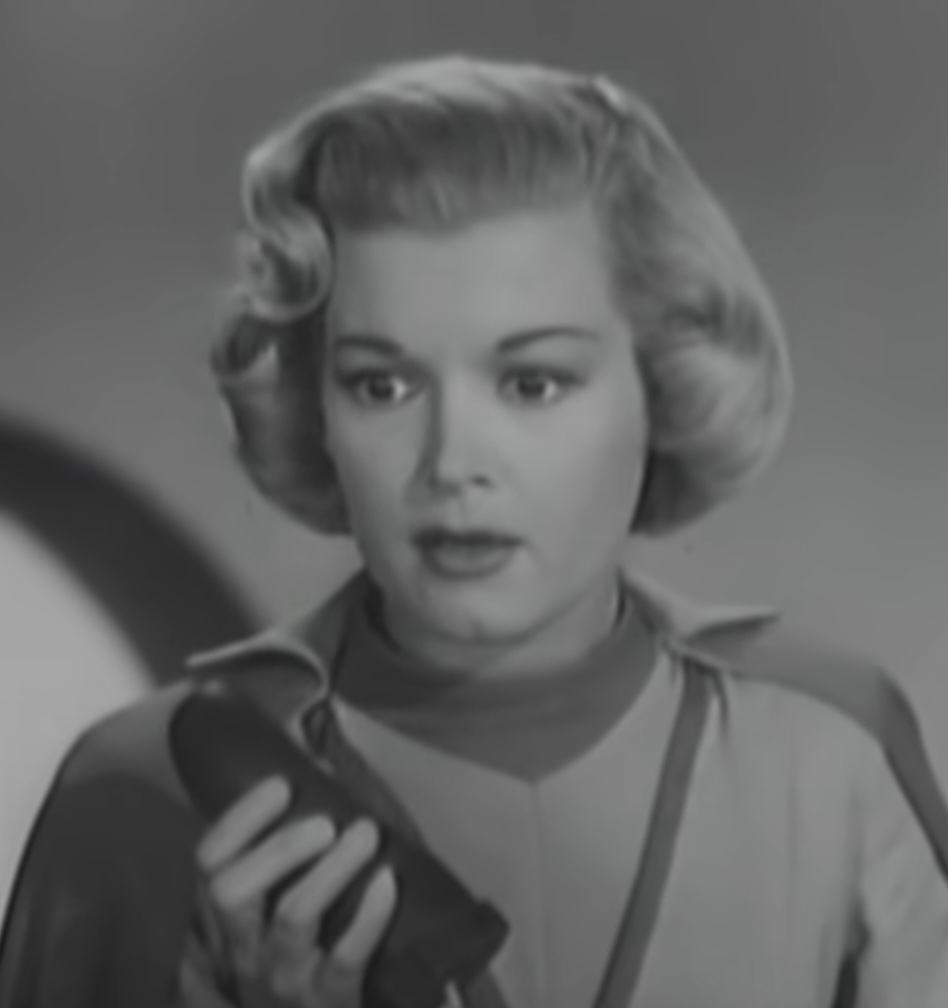

샐리 맨스필드(Sally Mansfield, 1920년 12월 13일 ~ 2001년 1월 28일)는 미국의 배우, 댄서, 모델, 텔레비전 배우, 영화배우이다.
오크파크에서 태어났으며 웨스트레이크빌리지에서 사망하였다. 사인은 폐암이다.

## 영화
- 심부름 소년 (1961년)
- 도나 리드 쇼 (1958년)
- 록키 존스, 스페이스 레인저 (1954년)